# Waiting on a War
Waiting on a War је песма америчке рок групе Foo Fighters. Издата је као трећи сингл са албума Medicine at Midnight.
Песма је издата 14. јануара 2021. године, на 52. рођендан Дејва Грола. Песма је премијерно изведена у емисији Уживо са Џимијем Кимелом. Песма је написана за Гролову кћерку.